# أوراق الحب (مسلسل)
أوراق الحب هو أول عمل تلفزيوني إماراتي اجتماعي يحمل هوية إماراتية «ظبيانية» خاصة بثقافتها ولهجتها، متناولاً بواقعية وجدية حياة المجتمع الإماراتي في أبوظبي بشكلها الحقيقي وتفاصيلها، ومستعرضاً المكان وسحره وثقافة الناس. وهو من سيناريو وائل نجم، وأشعار الكاتب الإماراتي حمد بن سهيل الكتبي. 

## القصة
تدور أحداث المسلسل في قصة عاطفية بين بطليه الفنانة ميساء مغربي بدور «مهرة» والفنان شهاب جوهر بدور «حمد»، اللذين جمعتهما المصادفة في لندن، وتحديداً في حديقة «هايد بارك»، وكبر حبهما وتنامى في العاصمة الإماراتية أبوظبي، لكن جملة من المشكلات تواجه العاشقين بعد ذلك وتقف عقبة في طريق حبهما. 

## طاقم العمل

### البطولة
- ميساء مغربي
- شهاب جوهر
- ليلى السلمان
- سيف الغانم
- سعيد بو مانع
- بلال عبد الله
- سعاد علي
- هدى الغانم.